# Renaud Donnedieu de Vabres
Renaud Donnedieu de Vabres, zwany RDDV (ur. 13 marca 1954 w Neuilly-sur-Seine) – francuski polityk, deputowany, w latach 2004–2007 minister kultury.

## Życiorys
Jego dziadek Henri Donnedieu de Vabres był francuskim sędzią w Międzynarodowym Trybunale Wojskowym w Norymberdze, sądzącym nazistowskich zbrodniarzy wojennych.
Z wykształcenia ekonomista, absolwent Instytutu Nauk Politycznych w Paryżu. Ukończył też École nationale d’administration dla urzędników służby publicznej. Pracował w organach administracji terytorialnej, m.in. w prefekturach departamentów Indre i Loara i Alpy Górnej Prowansji.
Zaangażował się także w działalność polityczną w ramach centrowej Unii na rzecz Demokracji Francuskiej. W latach 1986–2001 był radnym Regionu Centralnego, w latach 90. pełnił funkcję wiceprzewodniczącego rady regionalnej. W 2001 zasiadł w radzie miejskiej Tours. W rządzie Édouarda Balladura był doradcą ministra obrony, brał udział w kampanii wyborczej tego premiera w 1995. W 1997 został posłem do Zgromadzenia Narodowego. W 2002 wraz z większością deputowanych UDF wsparł zdystansował się od kandydatury przewodniczącego tej partii François Bayrou, popierając ubiegającego się o reelekcję Jacques’a Chiraca.
7 maja 2002 został wiceministrem ds. stosunków europejskich w pierwszym rządzie Jean-Pierre’a Raffarina. Odszedł z tej funkcji już 16 czerwca tego samego roku w związku z potwierdzeniem informacji o prowadzonym wobec niego śledztwie w związku z nielegalnym finansowaniem Partii Republikańskiej (wchodzącej w skład UDF). Za udział w tym procederze w 2004 został skazany na karę grzywny.
Po odejściu z rządu w 2002 ponownie uzyskał mandat poselski. Przystąpił następnie do Unii na rzecz Ruchu Ludowego, w której objął stanowisko zastępcy sekretarza generalnego. W 2004 mimo wyroku skazującego został powołany w skład trzeciego rządu Jean-Pierre’a Raffarina na urząd ministra kultury. Resortem tym kierował także w gabinecie Dominique’a de Villepin do 2007. W 2005 forsował nową restrykcyjną ustawę dotyczącą prawa autorskiego (DADVSI). W wyborach do Zgromadzenia Narodowego w 2007 Renaud Donnedieu de Vabres bez powodzenia ubiegał się o ponowny wybór, przegrywając z kandydatem Partii Socjalistycznej. W drugiej połowie 2008, w okresie prezydencji francuskiej w UE, pełnił funkcję specjalnego doradcy Nicolasa Sarkozy’ego ds. kultury.

## Odznaczenia
- Legia Honorowa V klasy (2009)[3]
- Złoty Medal „Zasłużony Kulturze Gloria Artis” (2005)[4]